# 林皇后
林皇后（りんこうごう、? - 483年）は、北魏の孝文帝の貴人（側室）で、皇子元恂の生母。

## 生涯
林勝の娘として生まれた。叔父の林金閭は常太后に抜擢され、平涼公の爵位を受けたので、林勝も平涼郡太守となった。460年（和平元年）、林金閭が乙渾に殺害されたため、林勝も連座された。林氏と一人の姉は後宮に入った。
容貌美しく、孝文帝の寵愛を受けて、483年（太和7年）、皇子元恂を生んだ。元恂が後嗣と定められると、林氏は旧制（子貴母死）に従って自殺させた。諡は貞皇后といい、金陵に葬られた。497年（太和21年）、元恂が死を賜わると、生母の林氏は追って皇后の位を剥奪され、庶人とされた。

## 伝記資料
- 『魏書』巻13 列伝第1
- 『北史』巻13 列伝第1